# Unterseeboot 456
Le Unterseeboot 456 (ou U-456) est un sous-marin allemand (U-Boot) de type VII.C utilisé par la Kriegsmarine pendant la Seconde Guerre mondiale.
Le sous-marin fut commandé le 16 juin 1940 à Kiel (Deutsche Werke), sa quille fut posée le 3 septembre 1940, il fut lancé le 21 juin 1941 et mis en service le 18 septembre 1941, sous le commandement de l'Oberleutnant zur See Max-Martin Teichert.
Il fut coulé en mai 1943 dans l'Atlantique Nord.

## Construction
Unterseeboot type VII, l'U-456 avait un déplacement de 769 tonnes en surface et 871 tonnes en plongée. Il avait une longueur totale de 67,10 m, un maître-bau de 6,20 m, une hauteur de 9,60 m et un tirant d'eau de 4,74 m. Le sous-marin était propulsé par deux hélices de 1,23 m, deux moteurs diesel Germaniawerft M6V 40/46 de 6 cylindres en ligne de 1 400 cv à 470 tr/min, produisant un total de 2 060 à 2 350 kW en surface et de deux moteurs électriques Siemens-Schuckert GU 343/38-8 de 375 cv à 295 tr/min, produisant un total 550 kW, en plongée. Le sous-marin avait une vitesse en surface de 17,7 nœuds (32,8 km/h) et une vitesse de 7,6 nœuds (14,1 km/h) en plongée. Immergé, il avait un rayon d'action de 80 milles marins (150 km) à 4 nœuds (7,4 km/h; 4,6 milles par heure) et pouvait atteindre une profondeur de 230 m. En surface son rayon d'action était de 8 500 milles nautiques (soit 15 700 km) à 10 nœuds (19 km/h).
L'U-456 était équipé de cinq tubes lance-torpilles de 53,3 cm (quatre montés à l'avant et un à l'arrière) qui contenait quatorze torpilles. Il était équipé d'un canon de 8,8 cm SK C/35 (220 coups) et d'un canon antiaérien de 20 mm Flak. Il pouvait transporter 26 mines TMA ou 39 mines TMB. Son équipage comprenait 4 officiers et 40 à 56 sous-mariniers.

## Historique
Il servit dans la 6. Unterseebootsflottille (flottille d'entrainement et de combat) jusqu'au 30 juin 1942, dans la 11. Unterseebootsflottille jusqu'au 30 novembre 1942 et dans la 1. Unterseebootsflottille jusqu'à sa perte.
En 11 patrouilles (211 jours en mer), il coula six navires et en endommagea deux.
Durant l'après-midi du 30 avril 1942, au cours de l'attaque du convoi QP 11 (de), deux de ses torpilles frappèrent et paralysèrent le croiseur léger de la Royal Navy HMS Edinburgh. Au moment de l'attaque, l'Edimbourg transportait plusieurs tonnes de lingots d'or de l'URSS à destination du Royaume-Uni.
Au matin du 11 mai 1943, l'U-456 fut attaqué par un bombardier du Coastal Command de la 86e escadron de la RAF opérant au large de l'Irlande du Nord, pour protéger le convoi HX 237 (en). Le sous-marin fut gravement endommagé et fut contraint de refaire surface. Le lendemain, il fut coulé par des charges de profondeur à la position 46° 39′ N, 26° 54′ O, par le HMS Opportune (en).
Les 49 membres d'équipage décédèrent dans cette attaque.

## Affectations successives
- 6. Unterseebootsflottille à Dantzig du 28 septembre 1941 au 1er janvier 1942 (entrainement).
- 6. Unterseebootsflottille à Saint-Nazaire du 1er janvier au 30 juin 1942 (service actif).
- 11. Unterseebootsflottille à Bergen du 1er juillet au 30 novembre 1942 (service actif).
- 1. Unterseebootsflottille à Brest du 1er décembre au 12 mai 1943 (service actif).

## Commandement
- Kapitänleutnant Max-Martin Teichert (en) du 18 septembre 1942 au 12 mai 1943 (Croix de chevalier).

## Patrouilles
|       | Commandant                 | Départ            | Départ      | Arrivée           | Arrivée     | Jours     | Succès   |
| ----- | -------------------------- | ----------------- | ----------- | ----------------- | ----------- | --------- | -------- |
| 1     | Kptlt. Max-Martin Teichert | 31 janvier 1942   | Kiel        | 15 février 1942   | Kirkenes    | 16 jours  |          |
| 2     | Kptlt. Max-Martin Teichert | 24 février 1942   | Kirkenes    | 22 mars 1942      | Kirkenes    | 27 jours  |          |
| 3     | Kptlt. Max-Martin Teichert | 29 mars 1942      | Kirkenes    | 2 avril 1942      | Kirkenes    | 5 jours   | 6 421    |
| 4     | Kptlt. Max-Martin Teichert | 7 avril 1942      | Kirkenes    | 20 avril 1942     | Kirkenes    | 14 jours  |          |
| 5     | Kptlt. Max-Martin Teichert | 29 avril 1942     | Kirkenes    | 4 mai 1942        | Kirkenes    | 6 jours   | 11 500   |
| 6     | Kptlt. Max-Martin Teichert | 7 mai 1942        | Kirkenes    | 12 mai 1942       | Bergen      | 6 jours   |          |
| 7     | Kptlt. Max-Martin Teichert | 25 juin 1942      | Bergen      | 6 juillet 1942    | Neidenfjord | 12 jours  | 6 977    |
| 8     | Kptlt. Max-Martin Teichert | 4 août 1942       | Neidenfjord | 10 août 1942      | Neidenfjord | 7 jours   |          |
| 9     | Kptlt. Max-Martin Teichert | 15 août 1942      | Neidenfjord | 19 septembre 1942 | Kirkenes    | 36 jours  | 80       |
|       | Kptlt. Max-Martin Teichert | 21 septembre 1942 | Kirkenes    | 27 septembre 1942 | Trondheim   | 7 jours   |          |
|       | Kptlt. Max-Martin Teichert | 23 novembre 1942  | Trondheim   | 4 décembre 1942   | Bergen      | 12 jours  |          |
| 10    | Kptlt. Max-Martin Teichert | 14 janvier 1943   | Bergen      | 26 février 1943   | Brest       | 44 jours  | 17 333   |
| 11    | Kptlt. Max-Martin Teichert | 24 avril 1943     | Brest       | 12 mai 1943       | Coulé       | 19 jours  | 7 138    |
| Total | Total                      | Total             | Total       | Total             | Total       | 211 jours | 49 449 t |

Note : Kptlt. = Kapitänleutnant

### OpérationsWolfpack
L'U-456 a opéré avec les Wolfpacks (meute de loups) durant sa carrière opérationnelle.
1. Umbau (4 février 1942 – 15 février 1942)
2. Umhang (10 mars 1942 – 16 mars 1942)
3. Eiswolf (29 mars 1942 – 31 mars 1942)
4. Robbenschlag (7 avril 1942 – 14 avril 1942)
5. Blutrausch (15 avril 1942 – 19 avril 1942)
6. Strauchritter (29 avril 1942 – 3 mai 1942)
7. Eisteufel (27 juin 1942 – 5 juillet 1942)
8. Boreas (27 novembre 1942 – 30 novembre 1942)
9. Landsknecht (19 janvier 1943 – 28 janvier 1943)
10. Drossel (29 avril 1943 – 12 mai 1943)

## Navires coulés
L'Unterseeboot 456 endommagea deux navires d'un tonnage total de 17 921 tonnes et coula six navires pour un tonnage total de 31 528 tonnes.
| Date            | Nom                     | Nationalité      | Tonnage | Fait      |
| --------------- | ----------------------- | ---------------- | ------- | --------- |
| 30 mars 1942    | Effingham               | USA              | 6 421   | Endommagé |
| 30 avril 1942   | HMS Edinburgh           | Royal Navy       | 11 500  | Endommagé |
| 5 juillet 1942  | Honomu                  | Royaume-Uni      | 6 977   | Coulé     |
| 22 août 1942    | Chalka                  | Union Soviétique | 80      | Coulé     |
| 2 février 1943  | Jeremiah Van Rensselaer | USA              | 7 177   | Coulé     |
| 3 février 1943  | Inverilen               | Royaume-Uni      | 9 456   | Coulé     |
| 23 février 1943 | Kyleclare               | Irlande          | 700     | Coulé     |
| 12 mai 1943     | Fort Concord            | Royaume-Uni      | 7 138   | Coulé     |